# 電圧ダブラ
電圧ダブラ（でんあつダブラ、英語：voltage doubler）は、入力電圧によりコンデンサ（キャパシタ）を充電し、これらの電荷を切り替えることで（理想的な場合に）入力電圧の2倍の電圧を出力する電子回路。倍電圧器などとも呼ばれる。
最も単純なものは、AC電圧を入力電圧として受け取り、2倍のDC電圧を出力する整流器である。スイッチング素子は単純なダイオードであり、入力の交流電圧だけで状態を切り替えるように駆動される。DCからDCへの電圧ダブラはこの方法で切り替えることができず、切り替えを制御するための駆動回路が必要である。また、単純なACからDCの場合のようにスイッチ間の電圧によるのではなく、トランジスタのように直接制御できるスイッチング素子を必要とすることもよくある。
電圧ダブラは、電圧マルチプライヤ（電圧増倍器）の一種である。全てではないが多くの電圧ダブラは高次のマルチプライヤの1つのステージと見なすことができる。この場合、同一のステージをカスケード接続することでより大きな電圧増倍を実現することができる。

## 電圧ダブラ整流器

### ヴィラール回路

図1 ヴィラール回路

ポール・ヴィラールにより考案されたヴィラール回路は、単純にコンデンサとダイオードで構成される。単純さという大きなメリットがあるが、出力のリップル特性は非常に劣る。本質上、この回路はダイオードクランプ回路である。コンデンサは負の半サイクルでピークAC電圧(Vpk)まで充電される。出力は入力AC波形とコンデンサの定常DCの重ね合わせである。この回路の効果は、波形のDC値をシフトすることである。AC波形の負のピークはダイオードにより0 V（実際にはダイオードの小さい順バイアス電圧である−VF）に「クランプ」されるため、出力波形の正のピークは2Vpkである。ピーク間のリップルは大きく2Vpkであり、回路をより精巧なものの1つに変えない限り平滑化することはできない。これは電子レンジのマグネトロンに負の高電圧を供給するために使用される回路（逆にしたダイオードとともに）である。

### グライナッヘル回路

図2 グライナッヘル回路

グライナッヘル電圧ダブラは、ヴィラール回路に安価に部品を追加したもので、ヴィラール回路より大幅な改善が見られる。リップルは大幅に減少し、開回路負荷条件では通常0であるが、電流が流れているときは使用する負荷の抵抗とコンデンサの値により異なる。この回路は本質的にピーク検出器または包絡線検波器ステージとヴィラールセルのステージをたどることで機能する。ピーク検出器セルには出力のピーク電圧を維持しながらほとんどのリップルを除く効果がある。グライナッヘル回路は一般的に半波電圧ダブラとしても知られている。

図3 電圧クアドルプラ（四倍電圧器）– 2つの反対の極性のグライナッヘルセル

この回路は最初1913年にハインリヒ・グライナッヘルにより発明され（1914年に発表）、彼が新たに発明したイオノメータに必要な200–300 Vを供給した（当時チューリッヒの発電所から供給される110 V ACでは不十分であったため）。のちの1920年にこの考えを増倍器のカスケードに拡張した。グライナッヘルセルのカスケードは、しばしば不正確にヴィラールカスケードと呼ばれる。これは1932年に独立して回路を発見したジョン・コッククロフトとアーネスト・ウォルトンにより作られた加速器にちなんでコッククロフト・ウォルトン電圧増倍回路と呼ばれる。このトポロジーの概念は、同じAC電源から駆動される反対の極性の2つのグライナッヘルセルを使用することで四倍電圧器に拡張することができる。出力は2つの個々の出力にわたり得られる。ブリッジ回路と同様に、この回路の入力と出力を同時に接地することは不可能である。
グライナッヘル回路はグライナッヘル結線とも呼ばれる。

### デロン回路

図4 ブリッジ（デロン）電圧ダブラ

デロン回路はブリッジトポロジーを利用して電圧を倍にする。そのため、全波電圧ダブラとも呼ばれる。この形の回路はかつてブラウン管のテレビで一般的に見られ、特別高圧（エクストラハイテンション）を供給するのに使用されていた。変圧器を使用して5 kVを超える電圧を生成することは国内設備の点で安全上の問題があり、いずれにしても経済的ではない。ただし白黒テレビには10 kVの特別高圧とさらにカラーセットが必要であった。電圧ダブラは主電源変圧器の特別高圧巻線の電圧を2倍にするのに使用されるか、ラインフライバックコイルの波形に適用された。
回路は2つの半波ピーク検出器で構成され、グライナッヘル回路のピーク検出器セルとまったく同じように機能する。2つのピーク検出器セルそれぞれは入力波形の反対の半サイクルで動作する。それらの出力は直列であるため、出力はピーク入力電圧の2倍になる。

## スイッチトキャパシタ回路

図5 充電されたコンデンサ（キャパシタ）を並列から直列に切り替えるだけのスイッチトキャパシタ電圧ダブラ

上記の単純なダイオードコンデンサ回路を使用して、電圧ダブラの前にチョッパ回路を配置することでDC電源の電圧を2倍にすることができる。実際、これによりDCをACに変換してから電圧ダブラに印加する。スイッチングデバイスを外部のクロックから駆動することでより効率的な回路を構築することができ、チョッピングと電圧を倍にする機能を同時に実現することができる。このような回路はスイッチトキャパシタ回路として知られる。このアプローチは、集積回路がバッテリーが供給できるよりも高い電圧を供給する必要がある低電圧バッテリー駆動の用途で特に役に立つ。多くの場合、クロック信号は集積回路上で簡単に利用でき、それを生成するための追加する回路はほとんどまたはまったく必要ない。
概念的には、おそらく最も単純なスイッチトキャパシタの較正は図5で概略的に示されるものである。ここでは2つのコンデンサが並列で同じ電圧により同時に充電される。その後、電源が切られコンデンサが直列に切り替えられる。出力は直列に接続された2つのコンデンサから得られるため、出力は電源電圧の2倍になる。このような回路で使用できるスイッチングデバイスは多くの異なるものがあるが、集積回路においてはMOSFETデバイスが頻繁に使用される。

図6 チャージポンプ電圧ダブラ

他の基本的な概念はチャージポンプである。図6に概略図を示す。最初にチャージポンプコンデンサCPが入力電圧により充電される。その後、入力電圧と直列に出力コンデンサCOを充電するように切り替えられ、結果的にCOが入力電圧の2倍に充電される。チャージポンプがCOを充電するまでに数サイクルかかる場合があるが、定常状態になった後はCPはCOから負荷に供給されているのと同等の少量の電荷をポンプするだけで十分である。COがチャージポンプから切断されている間、部分的に負荷に放電され、出力電圧にリップルが発生する。このリップルは放電時間が短いため、クロック周波数が高いほど小さくなり、フィルタリングも簡単になる。あるいは、所与のリップル仕様に対してコンデンサを小さくすることができる。集積回路の実際の最大クロック周波数は通常数百キロヘルツである。

### ディクソンチャージポンプ

図7 ディクソンチャージポンプ電圧ダブラ

ディクソンチャージポンプ（もしくはディクソン電圧増倍回路）は、クロックパルス列により駆動されるボトムプレートを持つダイオード/コンデンサセルのカスケードで構成される。この回路はコッククロフト・ウォルトン電圧増倍回路を改良したものであるが、AC入力の代わりにスイッチング信号を提供するクロック列とともにDC入力を取得する。ディクソン電圧増倍回路は通常、互い違いのセルが反対位相のクロックパルスから駆動されることを必要とする。しかし、図7に示す電圧ダブラは1ステージの増倍のみを必要とするため、必要となるクロック信号は1つだけである。
ディクソン電圧増倍回路は、電源電圧（例えばバッテリーから）が必要な電圧より低い集積回路で頻繁に使用される。集積回路製造において全ての半導体部品が基本的に同じタイプであることは有利なことである。MOSFETは一般に多くの集積回路の標準論理ブロックである。このため、ダイオードはこのタイプのトランジスタに置き換えられることがよくあるが、ダイオードとして機能するように配線される（これはダイオード配線（ワイヤード）MOSFETと呼ばれる配置である）。図8にはダイオード配線のnチャネルエンハンスメント型MOSFETを使用したディクソン電圧ダブラが示されている。

図8 ダイオード配線MOSFETを使用したディクソン電圧ダブラ

基本的なディクソンチャージポンプには多くの変形と改良したものがある。これらの多くはトランジスタのドレインソース電圧の影響を低減することと関係している。これは、低電圧バッテリーなど入力電圧が小さい場合に非常に重要である。理想的なスイッチング素子では出力は入力の整数倍（電圧ダブラの場合は2）であるが、入力源とMOSFETスイッチとしてシングルセルバッテリーを使用するとトランジスタ間で電圧の多くが低下するため、出力はこの値よりはるかに小さくなる。ディスクリート部品を使用する回路では、オン状態での電圧降下が非常に小さいためショットキーダイオードがスイッチング素子として適している。しかし、集積回路の設計者は簡単に入手できるMOSFETを使用し回路の複雑さを増すことでその欠点を補うことを好む。
例えば、アルカリ電池の公称電圧は1.5 Vである。電圧降下が0の理想的なスイッチング素子を使用した電圧ダブラはこれを2倍、つまり3.0 Vで出力する。ただし、ダイオード配線のMOSFETがオン状態のときのドレインソース電圧降下は、少なくともゲート閾値電圧である必要があり、通常は0.9 Vであり。この電圧「ダブラ」は、出力電圧を約0.6 Vから2.1 V上げることだけできる。最後の平滑化トランジスタの両端の降下も考慮に入れると、この回路は複数のステージを使用しないと電圧をまったく上げることができない場合がある。一方で典型的なショットキーダイオードのオン状態の電圧は0.3 Vである。このショットキーダイオードを使用するダブラは、2.7 Vの電圧、または平滑ダイオードの後の出力である2.4 Vを出力する。

### クロスカップルスイッチトキャパシタ

図9 クロスカップルスイッチトキャパシタ電圧ダブラ

非常に低い入力電圧に対してはクロスカップルスイッチトキャパシタ回路が入っている。ポケットベルやブルートゥースデバイスなどのワイヤレスバッテリ駆動の機器では、シングルセルバッテリーが1ボルト未満まで放電したときに電力を供給し続けるためにシングルセルバッテリーが必要になる場合がある。
クロック{\displaystyle \phi _{1}\ }がローのとき、トランジスタQ2はオフになる。同時にクロック{\displaystyle \phi _{2}\ }がハイになりトランジスタQ1がオンになり、コンデンサC1がVinに充電される。{\displaystyle \phi _{1}\ }がハイになるとC1の上プレートがVinの2倍に上がる。同時にS1が閉じてこの電圧が出力に現れる。同時にQ2がオンになり、C2が充電される。次の半サイクルで役割が反転する。{\displaystyle \phi _{1}\ }がローになると{\displaystyle \phi _{2}\ }がハイになり、S1が開くとS2が閉じる。したがって、出力には回路の両側から交互に2Vinが供給される。
この回路では、ダイオード配線のMOSFETとそれに関連する閾値電圧の問題がないため、損失は低くなる。この回路には位相のずれたクロックから出力を供給する2つの電圧ダブラが事実上存在するため、リップル周波数が2倍になるという利点もある。主な欠点は浮遊容量がディクソン電圧増倍回路よりもずっと重大であり、この回路の損失の大部分を占める点である。

## 文献情報
- Ahmed, Syed Imran Pipelined ADC Design and Enhancement Techniques, Springer, 2010 ISBN 90-481-8651-X.
- Bassett, R. J.; Taylor, P. D. (2003), “17. Power Semiconductor Devices”, Electrical Engineer's Reference Book, Newnes, pp. 17/1–17/37, ISBN 0-7506-4637-3
- Campardo, Giovanni; Micheloni, Rino; Novosel, David VLSI-design of Non-volatile Memories, Springer, 2005 ISBN 3-540-20198-X.
- Kind, Dieter; Feser, Kurt (2001), translator Y. Narayana Rao, ed., High-voltage Test Techniques, Newnes, ISBN 0-7506-5183-0
- Kories, Ralf; Schmidt-Walter, Heinz Taschenbuch der Elektrotechnik: Grundlagen und Elektronik, Deutsch Harri GmbH, 2004 ISBN 3-8171-1734-5.
- Liou, Juin J.; Ortiz-Conde, Adelmo; García-Sánchez, F. Analysis and Design of MOSFETs, Springer, 1998 ISBN 0-412-14601-0.
- Liu, Mingliang (2006), Demystifying Switched Capacitor Circuits, Newnes, ISBN 0-7506-7907-7
- McComb, Gordon Gordon McComb's gadgeteer's goldmine!, McGraw-Hill Professional, 1990 ISBN 0-8306-3360-X.
- Mehra, J; Rechenberg, H The Historical Development of Quantum Theory, Springer, 2001 ISBN 0-387-95179-2.
- Millman, Jacob; Halkias, Christos C. Integrated Electronics, McGraw-Hill Kogakusha, 1972 ISBN 0-07-042315-6.
- Peluso, Vincenzo; Steyaert, Michiel; Sansen, Willy M. C. Design of Low-voltage Low-power CMOS Delta-Sigma A/D Converters, Springer, 1999 ISBN 0-7923-8417-2.
- Ryder, J. D. (1970), Electronic Fundamentals & Applications, Pitman Publishing, ISBN 0-273-31491-2
- Wharton, W.; Howorth, D. Principles of Television Reception, Pitman Publishing, 1971 ISBN 0-273-36103-1.
- Yuan, Fei CMOS Circuits for Passive Wireless Microsystems, Springer, 2010 ISBN 1-4419-7679-5.
- Zumbahlen, Hank Linear Circuit Design Handbook, Newnes, 2008 ISBN 0-7506-8703-7.

## 一次資料
1. ↑  Villard, P. (1901), “Transformateur à haut voltage. A survolteur cathodique” (French), Journal de Physique Théorique et Appliquée, 4th series 10:  28–32, doi:10.1051/jphystap:019010010002801.  Villard's voltage booster appears in Fig. 1 on p. 31.
2. ↑  Greinacher, H. (1914), “Das Ionometer und seine Verwendung zur Messung von Radium- und Röntgenstrahlen” (German), Physikalische Zeitschrift 15:  410–415.  Greinacher's voltage doubler appears in Fig. 4 on p. 412.  He used chemical (electrolytic) rectifiers, which are denoted "Z" (Zellen, cells).
3. ↑  Greinacher, H. (1921), “Über eine Methode, Wechselstrom mittels elektrischer Ventile und Kondensatoren in hochgespannten Gleichstrom umzuwandeln” (German), Zeitschrift für Physik 4 (2):  195–205, doi:10.1007/bf01328615
4. ↑  In 1919, a year before Greinacher published his voltage multiplier, the German Moritz Schenkel published a multi-stage voltage multiplier.
  - Schenkel, Moritz (July 10, 1919), “Eine neue Schaltung für die Erzeugung hoher Gleichspannungen” (German), Elektrotechnische Zeitschrift 40 (28):  333–344
  - A condensed version of Schenkel's article — with an illustration of the circuit — appeared in:  "Eine neue Schaltung für die Erzeugung hoher Gleichspannungen," Polytechnische Schau, 334 :  203-204 (1919).  Available on-line at:  Polytechnisches Journal.
5. ↑  Cockcroft, J. D.; Walton, E. T. S. (1932), “Experiments with high velocity positive ions. (1)  Further developments in the method of obtaining high velocity positive ions”, Proceedings of the Royal Society A 136:  619–630, doi:10.1098/rspa.1932.0107
6. ↑  Jules Delon (1876-1941) was an engineer for the French company Société française des câbles électriques Berthoud-Borel.  He used a mechanical rectifier, which was based on a rotating commutator (contact tournant).  
  - His apparatus was exhibited at the 1908 Exposition d'électricité in Marseille, France:  Georges Tardy (August 15, 1908) "Contact tournant de la Société  française des câbles électriques Systeme Berthoud-Borel", L'Electricien:  Revue Internationale de l'Electricité et de ses Applications, 2nd series, 36 (920) :  97-98.  (Article includes photograph of machine.)  The equipment was used to test insulation on high-voltage commercial power lines.
  - The operation of Delon's bridge rectifier is also explained (with schematic) in:  E. von Rziha and Josef Seidener, Starkstromtechnik:  Taschenbuch für Elektrotechniker (High-current technology:  A Pocket book for Electrical Engineers), 5th ed., vol. 1, (Berlin, Germany:  Wilhelm Ernst & Sohn, 1921), pages 710-711.
  - Delon's name and dates appear in:  Friedrich Heilbronner, Internationale Liste von Elektrotechnikern (2013), pp. 14-15.  Brief obituary of Jules Delon, Technica (Journal of the Association des anciens eleves de l'ecole centrale Lyonnaise (Association of the Alumni of the Central School of Lyon)), 2nd series, no. 25, page 24 (December 1941).  Available on-line at:  Technica.  See also Delon's U.S. patents no. 1,740,076, no. 1,837,952, and no. 1,995,201.
7. ↑  Dickson, John F. (July 1976), “On-chip high-voltage generation in MNOS integrated circuits using an improved voltage multiplier technique”, IEEE Journal of Solid-State Circuits 11 (3):  374–378, doi:10.1109/jssc.1976.1050739